# سوسمار انگشت‌شانه‌ای بلانفورد
سوسمار انگشت‌شانه‌ای بلانفورد (نام علمی: Acanthodactylus blanfordii) نام یک گونه از تیره لاسرتا است.